# Instituto Max Planck de Física Gravitacional
El Instituto Max Planck de Física Gravitacional (Instituto Albert Einstein ) es un instituto cuyo objetivo es investigar la teoría de la relatividad de Einstein y más allá: Matemáticas, gravedad cuántica, relatividad astrofísica y astronomía de ondas gravitacionales. El instituto fue fundado en 1995 y está ubicado en el Parque Científico de Potsdam en Golm, Potsdam y Hannover, donde colabora estrechamente con la Universidad Leibniz de Hannover. Tanto la parte de Potsdam como la de Hannover del instituto están organizadas en tres departamentos de investigación y albergan varios grupos de investigación independientes.
El instituto lleva a cabo investigaciones fundamentales en matemáticas, análisis de datos, astrofísica y física teórica, así como investigaciones en física láser, tecnología del vacío, aislamiento de vibraciones y óptica clásica y cuántica.
Cuando la Colaboración Científica LIGO anunció la primera detección de ondas gravitacionales, los investigadores del instituto participaron en el modelado, detección, análisis y caracterización de las señales. El instituto forma parte de una serie de colaboraciones y proyectos: es socio principal del detector de ondas gravitacionales GEO600; los científicos del instituto están desarrollando modelos de forma de onda que se aplican en los detectores de ondas gravitacionales para detectar y caracterizar las ondas gravitacionales. Desarrollan la tecnología de los detectores y analizan los datos de los detectores de la Colaboración Científica LIGO, la Colaboración Virgo y la Colaboración KAGRA. También desempeñan un papel destacado en la planificación y preparación del detector espacial LISA (fecha de lanzamiento prevista: 2034) y participan en el desarrollo de la tercera generación de detectores terrestres de ondas gravitacionales (Telescopio Einstein, Explorador Cósmico). El Instituto también desempeña un papel importante en los proyectos Einstein@Home y PyCBC.

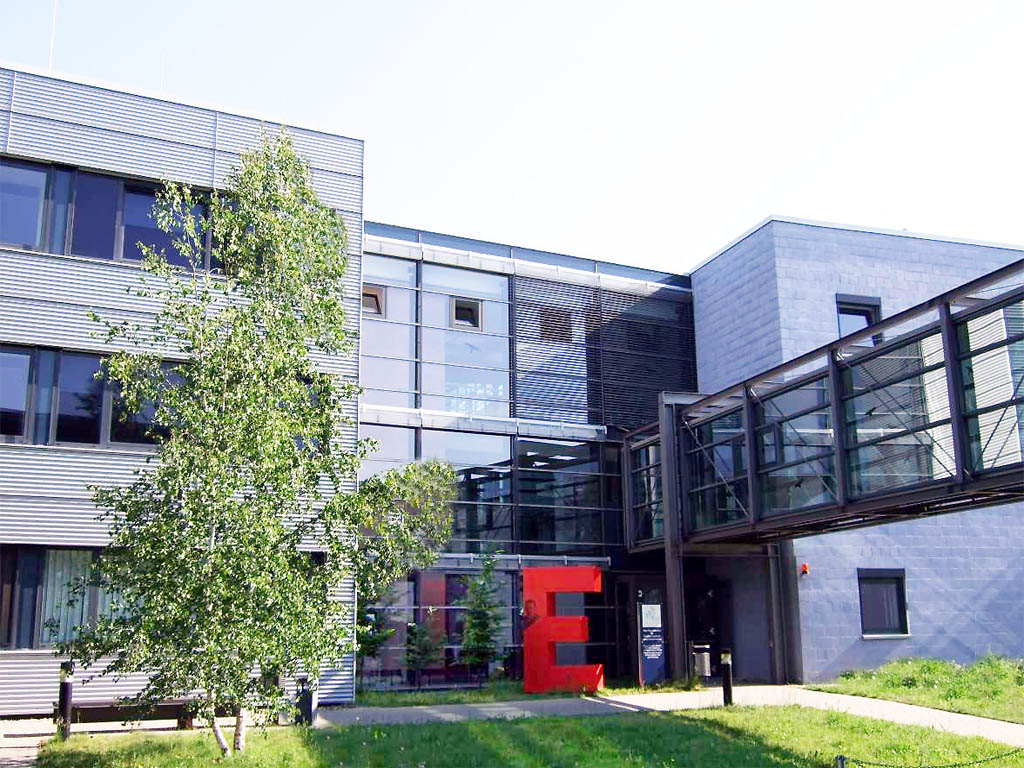
El Instituto Max Planck de Física Gravitacional en Potsdam-Golm.

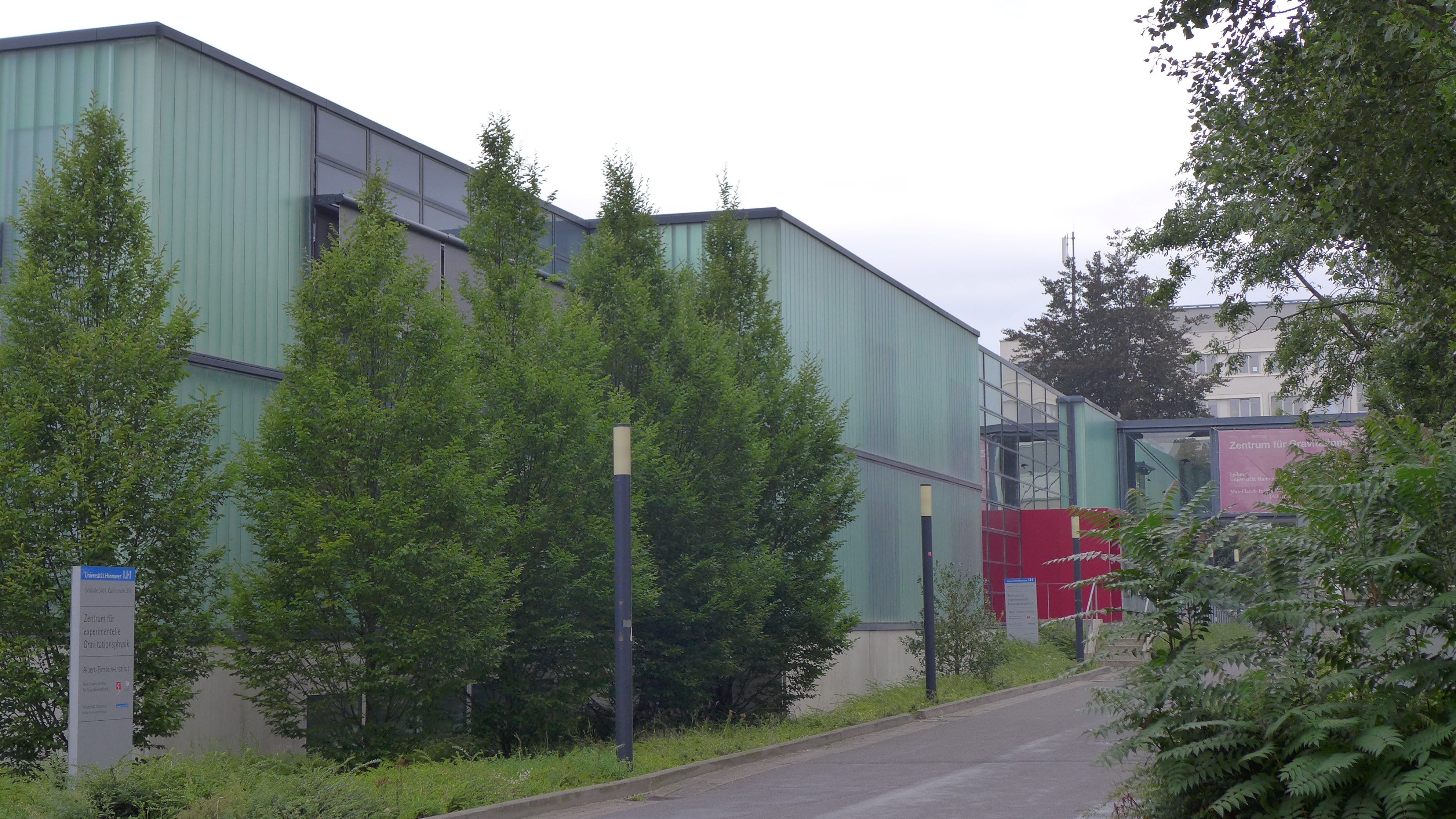
El Instituto Max Planck de Física Gravitacional de Hannover.

De 1998 a 2015, el instituto publicó la revista de acceso abierto Living Reviews in Relativity.

## Historia
El instituto inició su andadura en abril de 1995 y desde 1999 tiene su sede en Potsdam-Golm.
En 2002, el instituto abrió una sucursal en la Universität Hannover centrada en el análisis de datos y el desarrollo y funcionamiento de detectores de ondas gravitacionales en la Tierra y el espacio. El Instituto de Hannover tiene su origen en el Instituto de Física de Átomos y Moléculas (AMP) de la Universität de Hannover, fundado en 1979 por el Departamento de Física.

## Investigación
El foco de investigación del instituto está en el campo de la relatividad general. Abarca física gravitacional teórica y experimental, gravedad cuántica, la astronomía multimensajero y la cosmología. El instituto centra su investigación en la astronomía de ondas gravitacionales: cinco de seis departamentos trabajan en diferentes aspectos de este campo de investigación. Los temas centrales de investigación son:
- modelado de fuentes ( estrellas de neutrones binarias, agujeros negros binarios, binarios mixtos, colapso del núcleo estelar )
- trabajo experimental con detectores de ondas gravitacionales, tanto en la Tierra como en el espacio.
- resolviendo el problema de los dos cuerpos en la relatividad general
- soluciones analíticas y numéricas de las ecuaciones de Einstein.
- desarrollo e implementación de algoritmos de análisis de datos para las búsquedas de ondas gravitacionales
- análisis de seguimiento para inferir las propiedades de las fuentes de ondas gravitacionales.
- busca de partículas e interacciones fundamentales más allá del modelo estándar

Todos estos esfuerzos hacen posible un nuevo tipo de astronomía, que comenzó con la primera detección directa de ondas gravitacionales en la Tierra.
Los científicos del instituto también trabajan para unificar las teorías fundamentales de la física ( la relatividad general y la mecánica cuántica) en una teoría de la gravedad cuántica .

## Departamentos
- El departamento de Astrofísica y Relatividad Cosmológica de Alessandra Buonanno,[3] de la AEI de Potsdam, resuelve analítica y numéricamente el problema de los dos cuerpos en relatividad general, y predice las señales de ondas gravitacionales emitidas por sistemas binarios compuestos por agujeros negros y estrellas de neutrones. Los miembros del departamento utilizan esos modelos de ondas para inferir información astrofísica y cosmológica, y llevan a cabo pruebas de relatividad general, utilizando datos de detectores de ondas gravitacionales.
- El departamento de Astrofísica Relativista Computacional de Masaru Shibata [4] en AEI Potsdam estudia las fusiones de agujeros negros o estrellas de neutrones y el colapso de núcleos estelares. El departamento también trabaja en aspectos más fundamentales de la relatividad general con herramientas numéricas.
- El departamento de Gravedad Cuántica y Teorías Unificadas [5] (directora en funciones desde agosto de 2020: Alessandra Buonanno ) de AEI Potsdam trabaja en el desarrollo de una teoría cuántica de la gravedad, basada en la teoría de campos conforme, la teoría de cuerdas y la supergravedad y simetrías.
- La investigación del departamento de Interferometría láser y astronomía de ondas gravitacionales [6] de Karsten Danzmann en la AEI Hannover se centra en el desarrollo y funcionamiento de detectores de ondas gravitacionales en la Tierra y en el espacio. Esto incluye experimentos de laboratorio en óptica cuántica y física láser.
- El departamento de Relatividad Observacional y Cosmología [7] de Bruce Allen en AEI Hannover estudia las consecuencias observacionales de la relatividad general, incluida la búsqueda y el análisis de señales de ondas gravitacionales en datos de detectores terrestres, y el funcionamiento del proyecto Einstein@Home. El departamento también trabaja en la búsqueda de púlsares de rayos gamma y de radio, y en aspectos teóricos de los agujeros negros.
- El departamento de Interferometría de Precisión e Interacciones Fundamentales [8] de la AEI de Hannover, dirigido por Guido Müller, centra su actividad en LISA y otras astronomías de ondas gravitacionales espaciales y terrestres, así como en la búsqueda de interacciones fundamentales más allá del modelo estándar mediante métodos ópticos-láser.

## Directores
- Bruce Allen (AEI Hannover, 2007-presente)
- Alessandra Buonanno (AEI Potsdam, 2014-presente)
- Karsten Danzmann (AEI Hannover, 2002-presente), director general adjunto [9]
- Jürgen Ehlers (AEI Potsdam, director fundador, 1995-1998)
- Gerhard Huisken (AEI Potsdam, 2002-2013)
- Guido Müller (AEI Hannover, 2022-presente) [10]
- Hermann Nicolai (AEI Potsdam, 1997-2020)
- Bernard F. Schutz (AEI Potsdam, director fundador, 1995-2014)
- Masaru Shibata (AEI Potsdam, 2018-presente), director general [9]

## Grupos de investigación independientes

### Grupos de investigación independientes permanentes
- Geometría y Gravitación[11] en la AEI de Potsdam. Este grupo de investigación estudia cuestiones fundamentales de la teoría de la gravedad y teorías físicas afines con métodos matemáticos.
- Búsqueda de ondas gravitacionales continuas[12] (dirigido por M. Alessandra Papa) en la AEI de Hannover. Este grupo de investigación trabaja en la búsqueda de ondas gravitacionales continuas no detectadas hasta la fecha, que se esperan de estrellas de neutrones en rápida rotación.

### Grupos de investigación independientes
- Observaciones de fusiones binarias y relatividad numérica [13] (dirigido por Frank Ohme) en AEI Hannover. El grupo de investigación independiente trabaja en el análisis de datos de ondas gravitacionales y en la predicción de formas de onda para señales provenientes de la fusión de agujeros negros y estrellas de neutrones. Los estudios se basan en simulaciones numéricas de estos procesos.
- Exceptional Quantum Gravity [14] (grupo emérito, dirigido por Hermann Nicolai ) en AEI Potsdam. Este grupo de investigación está financiado por una ERC Advanced Grant. Su investigación se centra en un enfoque basado en la simetría para una teoría consistente de la gravedad cuántica .
- Epistemología histórica del programa final de teoría [15] (dirigido por Alexander Blum) en AEI Potsdam. Este grupo de investigación se centra en la historia de la búsqueda de una teoría de la gravedad cuántica. El grupo es un grupo de investigación conjunto del Instituto Max Planck de Historia de la Ciencia de Berlín y el Instituto Max Planck de Física Gravitacional de Potsdam.
- Astrofísica de múltiples mensajeros de binarios compactos [16] (dirigido por Tim Dietrich) en AEI Potsdam. Este grupo de investigación Max Planck Fellow investiga la emisión de ondas electromagnéticas y gravitacionales de fusiones de estrellas de neutrones binarias utilizando métodos de relatividad numérica.

## Grupos asociados Max Planck
Los Grupos Asociados Max Planck llevan a cabo investigaciones en campos que se solapan con los del antiguo instituto Max Planck anfitrión. Se establecen para apoyar a científicos noveles que regresan a su país de origen tras una estancia de investigación en un Instituto Max Planck.
El Instituto Max Planck de Física Gravitacional tiene dos grupos de socios Max Planck: 
- en el Instituto Indio de Tecnología de Kanpur, India, colaborando con el departamento de “Gravedad Cuántica y Teorías Unificadas”
- en la Universidad de Jilin en Changchun, en colaboración con el departamento de “Gravedad Cuántica y Teorías Unificadas”

## Proyectos colaborativos

### LIGO avanzado y Virgo avanzado
En AEI Hannover y AEI Potsdam hay dos grupos de colaboración científica LIGO que se ocupan de la teoría y el análisis de datos de los detectores LIGO y Virgo. En la AEI de Hannover existe también el grupo GEO, que se ocupa de diversos temas experimentales. Los investigadores de la AEI en Potsdam y Hannover analizan los datos de LIGO y Virgo. También desarrollan predicciones de señales de ondas gravitacionales utilizadas para la búsqueda de fusiones de agujeros negros y estrellas de neutrones y su interpretación
La AEI de Hannover es una institución asociada al proyecto LIGO avanzado y aportó el sistema láser preestabilizado para los detectores LIGO avanzados de Hanford y Livingston. Los investigadores de la AEI colaboran en la puesta en servicio y el funcionamiento de los interferómetros LIGO avanzados.
A principios de 2018, investigadores de la AEI de Hannover desarrollaron, construyeron y ayudaron a instalar una fuente de luz comprimida en el detector avanzado de ondas gravitacionales Virgo. Durante el tercer ciclo de observación conjunta de los detectores de ondas gravitacionales, redujo el ruido de fondo mecánico-cuántico en aproximadamente un tercio, aumentando la tasa de detección esperada de fusiones binarias de estrellas de neutrones hasta en un 26%.

### Telescopio Einstein
Los investigadores de la AEI contribuyen a la planificación, el desarrollo y la justificación científica del Telescopio Einstein (ET), un detector de ondas gravitacionales de tercera generación en Europa. El comité directivo del ET está copresidido por la AEI de Hannover, y la tecnología láser para el prototipo del ET en Maastricht se desarrollará en la AEI de Hannover. Los investigadores de la AEI de Potsdam contribuyen al desarrollo de modelos de forma de onda para detectores de ondas gravitacionales de tercera generación, como el Telescopio Einstein.

### GEO600
El detector de ondas gravitacionales GEO600 al sur de Hannover fue diseñado y es operado por científicos del Instituto Max Planck de Física Gravitacional y la Universidad Leibniz de Hannover, junto con socios del Reino Unido.

### LISA Pathfinder
LISA Pathfinder fue una misión de prueba de la ESA para la Antena Espacial de Interferómetro Láser (LISA). Demostró tecnologías clave para la detección de ondas gravitacionales en el espacio. El Instituto Max Planck de Física Gravitacional de Hannover y el Instituto de Física Gravitacional de la Universidad Leibniz de Hannover fueron los responsables y coordinadores de la contribución alemana a la misión.
Durante la fase de operaciones, los investigadores del Max Planck y de la Leibniz Universität de Hannover colaboraron en el análisis de datos de la misión. También desempeñaron un papel destacado en el desarrollo del software de análisis LTPDA, una caja de herramientas MATLAB. Científicos de la AEI participaron en los turnos de operaciones de la misión en el ESOC.

### LISSA
El observatorio espacial de ondas gravitacionales LISA se está desarrollando bajo el liderazgo de la ESA en colaboración con un consorcio científico. El consorcio LISA está dirigido por el director de la AEI, Karsten Danzmann. En AEI Hannover y AEI Potsdam existen grupos del consorcio LISA. En AEI Hannover hay grandes laboratorios para experimentos de interferometría láser LISA.

### Seguimiento de GRACE
GRACE-FO es una misión de geodesia por satélite que realiza mediciones detalladas del campo gravitatorio de la Tierra y de sus variaciones temporales y espaciales mediante mediciones interferométricas de distancia entre dos satélites. El interferómetro láser utilizado para este fin es fruto de la cooperación entre la NASA y socios alemanes, con la contribución alemana dirigida por la AEI. El concepto del instrumento, sus prototipos y especificaciones técnicas se realizaron en la AEI. Los investigadores de la AEI han participado en el desarrollo y las pruebas del hardware de vuelo.

## Programa de Graduados
El instituto participa en dos Escuelas Internacionales de Investigación Max Planck (IMPRS). Estas escuelas de investigación son programas de postgrado dirigidos por Institutos Max Planck en colaboración con universidades locales, que ofrecen un título de doctorado. El IMPRS para Aspectos Matemáticos y Físicos de la Gravitación, Cosmología y Teoría Cuántica de Campos está asociado con el Instituto de Matemáticas de la Universidad de Potsdam, el Instituto de Física de la Universidad Humboldt, el IIT Bombay, el Instituto Matemático de Chennai y el Instituto de Física Teórica de la Academia China de Ciencias.
El IMPRS sobre astronomía de ondas gravitacionales se lleva a cabo en dos ramas colaboradoras, una en Hannover y otra en Potsdam-Golm. La filial de Hannover colabora con la Universidad Leibniz de Hannover y con el Laser Zentrum Hannover eV. La filial de Potsdam colabora con la Universidad Humboldt, la Universidad de Potsdam y el Instituto Leibniz de Astrofísica. Coopera con el IMPRS para los aspectos físicos y matemáticos de la gravitación, la cosmología y la teoría cuántica de campos (también en AEI Potsdam), el programa de maestría en astrofísica de la Universidad de Potsdam, la Astrophysics Network Potsdam, el Instituto Yukawa de Física Teórica de Kioto Universidad y la Universidad de Maryland.

## Escuela de primavera Jürgen Ehlers
El Instituto ofrece cada año una escuela de primavera de dos semanas para 40 estudiantes internacionales de matemáticas y física. Cada año, las conferencias, ejercicios y debates abarcan distintos temas de la especialización investigadora del instituto. Las conferencias corren a cargo de investigadores del Instituto.
La escuela de primavera Jürgen Ehlers se fundó en 2000 y lleva el nombre del director fundador del instituto, Jürgen Ehlers .

## Divulgación

### Eventos públicos
Las actividades de divulgación del instituto incluyen jornadas de puertas abiertas en la AEI de Potsdam y en el detector de ondas gravitacionales GEO600, la participación en los Días de las Niñas y los Días del Futuro, charlas de divulgación científica a cargo de investigadores, la participación en el "November der Wissenschaft" de Hannover, visitas a los institutos, incluidos determinados laboratorios y clusters informáticos, y un programa de visitas y presentaciones de investigadores en institutos de enseñanza secundaria.

### Einstein en línea
El instituto gestiona el portal de divulgación científica Einstein Online, una red de hipertexto con artículos introductorios y de fondo sobre la teoría de la relatividad de Einstein y sus consecuencias.

### Periodista residente
Desde 2018, el instituto ofrece un programa de Periodistas en Residencia a periodistas científicos. El objetivo es mejorar la comunicación entre periodistas y científicos y ofrecer una visión más profunda de la investigación del instituto 

### Einstein@Home
El Instituto, junto con la Universidad de Wisconsin-Milwaukee, es una de las dos instituciones anfitrionas del proyecto de computación voluntaria distribuida Einstein@Home. Einstein@Home agrega tiempo de cálculo en los ordenadores de los voluntarios para buscar señales de estrellas de neutrones en rotación en los datos de los detectores de ondas gravitacionales LIGO, de grandes radiotelescopios y del telescopio espacial de rayos gamma Fermi.